# 프롬바이오
프롬바이오는 대한민국의 건강기능식품 업체로, 2006년 진용내추럴에 설립하고, 국내 건강기능식품을 만들고 있다. 2014년 진용내추럴에서 프롬바이오로 상호명을 바뀌어, 현재 MBN 알토란에서 방영 중이며, 2018년에는 식품의약품안전처 건강기능식품부문과 MBN 건강브랜드 대상으로 선정되었다.

## 연혁
- 2006년 : (주)진용내츄럴 법인 설립
- 2007년 : 한국무역협회 등록
- 2008년 : 대두이소플라본(뼈 건강)등 개별인정원료 등록 (식약처)
- 2009년 : 가르니시아캄보지아,MSM,쏘팔매토 등 개별인정원료 등록 (식약처)
- 2010년 : 밀크시슬 개별인정형원료 등록 (식약처)
- 2011년 : 홍경천추출물 개별인정원료 등록 (식약처) 연구개발전담부서 설립 (한국산업기술진흥협회)
- 2012년 : 사명변경 (주)진용 은행잎추출물 개별인정등록
- 2014년 : 보스웰리아추출물, 와일드망고추출물, 매스틱검 개별인정원료 등록 (식약처)
- 2015년 : 사명 변경 (주)프롬바이오
- 2016년 : 2016 대한민국 중소ㆍ중견 기업 혁신대상 기술혁신 부분 산업통상자원부 장관상
- 2017년 : 여성소비자가 뽑은 프리미엄 브랜드 대상 건강기능식품 다이어트부분 대상
- 2018년 : 2018 대표한류브랜드선정_헬스케어부문 2018 소비자 선호 브랜드 대상_건강기능식품 부문
- 2019년 : 공장준공 (전북익산 국가식품클러스터 단지 내)

## 대표 제품
- 위건강엔 매스틱
- 다이어트엔 와일드망고
- 관절연골엔 보스웰리아